# سوزبلاخ الكبرى
قرية سوزبلاخ الكبرى (بالكردية: سەوزبڵاخی گەورە)‏ هي إحدى قرى ناحية قورة تو في قضاء خانقين ضمن الحدود الإدارية لمحافظة السليمانية لأنها ضمن مناطق إدارة كرميان في إقليم كردستان العراق.